# Шалтай-Болтай в Окленде
«Шалтай-Болтай в Окленде» (англ. Humpty Dumpty in Oakland) — реалистический роман американского писателя-фантаста Филипа К. Дика, опубликованный в 1986 году издательством Victor Gollancz.

## История публикации
Роман был написан в 1960 году, но его часто отвергали разные издательства для публикации. Как и большинство реалистичных романов Дика, никогда неопубликованных при жизни, «Шалтай-Болтай в Окленде» был издан после смерти писателя издательством Victor Gollancz в Великобритании. Публикацию романа в Америке осуществляло издательство Tor Books в 2007 году. В России роман был опубликован издательством «Эксмо» в 2012 году; он вошёл в авторский сборник с пятью внецикловыми романами Дика: «Разбитый шар» (1956), «Мэри и великан» (1954), «Прозябая на клочке земли» (1957) и «На территории Мильтона Ламки» (1958).

## Сюжет
В 1960 году 58-летний Джим Фергессон решает продать свою оклендскую автомастерскую и уйти на пенсию. Это грозит большим неудобством его бизнес-арендатору, продавцу подержанных автомобилей Элу Миллеру, который арендует у Фергессона большое количество автомобилей чтобы продать свои потрёпанные, но поверхностно отремонтированные старые колымаги. Крис Хармон, предприниматель, советует Фергессону инвестировать свои финансы в новый супер-гараж, расположенный в Мэрин Кантри Гарденс. По дороге в отель, чтобы убедиться в существовании гаража, авто Джима заносит в грязи, вследствие чего он получает сердечный приступ. Миллер убеждён, что Хармон подкуплен, и делает дилетантскую попытку шантажировать его по поводу его предполагаемой (тогда незаконной) продажи непристойных аудиозаписей. В то же время Эл поступает на работу к Хармону как на удивление неквалифицированный продавец классической музыки. Это, как оказалось, была невинная административная ошибка. Фактическое назначение Эла теперь включает массовый маркетинг парикмахерского квартета. Он видит заговоры, махинации и двойные сделки там, где их нет, и изо всех сил пытается, но в конечном итоге терпит неудачу, сорвать окончательное подписание контракта между Фергессоном и Хармоном, играя на паранойе старого Джима. Напряжение всего этого сказывается на недавно раненом, ослабленном, больном Фергессоне, и он умирает позже той ночью дома.
Эл тогда обнаруживает, что его подержанная автомобильная стоянка была жестоко разрушена, хотя точное время и дата остаются неопределёнными. Это играет неожиданно важную роль в развитии последующих событий. Всё не совсем так, как кажется, и совпадение играет здесь главную роль. Его жена Джули бросает работу, и они убегают вместе через Неваду, в то время как Лидия, вдова Джима, обнаруживает, что сделка её покойного мужа с Хармоном была, вопреки тому, что искренне считал Эл, полностью законной. Эл был временно задержан после того, как Лидия угрожает подать на него в суд за мошенничество. Джули покидает его навсегда. В момент истинного прозрения Эл начинает новые отношения со своим женатым продавцом недвижимости, живой, привлекательной «цветной» женщиной по имени миссис Лейн.